# لا أصدقاء سوى الجبال (كتاب)
لا صديق سوى الجبال: الكتابة من سجن مانوس هي رواية ذاتية عن رحلة بهروز بوتشاني المحفوفة بالمخاطر إلى جزيرة الكريسماس وسجنه اللاحق في منشأة احتجاز الهجرة التابعة للحكومة الأسترالية [الإنجليزية] في جزيرة مانوس [الإنجليزية].

## النشر في إيران
صدرت الترجمة الفارسية لكتاب لا صديق إلا الجبال في أوائل عام 2020 عن دار نشر تششمه في طهران. في نيسان 2020 أيضًا أُصدرت النسخة الصوتية من الكتاب (يرويها الممثل نافيد محمد زاده) في إيران بإذن من بوجاني.

## الفلم
في شباط 2020، أُعلن أنه سيتم تحويل الكتاب إلى فيلم روائي طويل. إنتاج مشترك بين شركة هودلم [الإنجليزية] وأفلام أوروا وسويتشوب غرين، وكان من المقرر أن يبدأ الإنتاج في منتصف عام 2021. ومن المقرر أن يتم تصوير معظم الفيلم في أستراليا. وقد طرح الكاتب والمنتج آكوس أرمونت والمنتج أنتوني وادينجتون فكرة التكيف مع القصة. وقال بوتشاني إن الفيلم الجديد يجب أن يتضمن بعض أعماله السابقة، وأعمال زملائه طالبي اللجوء، كجزء من التاريخ الأسترالي.

## طالع أيضًا
- لا أصدقاء سوى الجبال (مثل كردي)

## قراءة إضافية
- Coetzee، J.M. (26 سبتمبر 2019). "Australia's Shame". New York Review of Books. مؤرشف من الأصل في 2025-02-11. (book review)